# Aiko Hayashi
Aiko Hayashi (em japonês:  林 愛子, Hayashi Aiko; Osaka, 17 de novembro de 1993) é uma nadadora sincronizada japonesa, medalhista olímpica. 

## Carreira
Hayashi representou seu país nos Jogos Olímpicos de 2016, onde conquistou a medalha de bronze por equipes.